# (6724) 1991 CX5
A (6724) 1991 CX5 a Naprendszer kisbolygóövében található aszteroida. Ueda Szeidzsi és Kaneda Hirosi fedezte fel 1991. február 4-én.